# アデイインザライフ
アデイインザライフ（欧字名:A Day in the Life、2011年2月11日 - 2020年）は、日本の競走馬。主な勝ち鞍に2016年の新潟記念。
馬名の意味は、人生のとある一日。曲名より。

## 経歴

### 2 - 4歳（2013年 - 2015年）
2013年12月22日、中山競馬場4レースの2歳新馬戦（芝2000m）でデビューし勝利。
3歳シーズンは重賞初挑戦となる1月の京成杯より始動。最後方から上り最速の末脚で前方集団に迫り、プレイアンドリアルから0.3秒差の3着に好走した。3月の弥生賞は中団から徐々に進出し、トゥザワールドの3着に入り皐月賞の優先出走権を手に入れた。GI初挑戦の皐月賞本番は直線で馬群に沈み、16着惨敗に終わる。皐月賞の後は自己条件に戻って出走を重ねた。2015年2月末、鈴木康弘調教師の定年退職に伴い、萩原清厩舎に転厩。

### 5 - 7歳（2016年 - 2018年）
5歳3月、1600万下・常総ステークスを勝利し、晴れてオープン入り。9月の新潟記念は後方2番手で脚をため、直線大外を鋭く伸びて先行各馬を一気に交わし先頭に立つと、最後は追いすがるアルバートドックを3/4馬身差抑え念願の重賞初優勝を飾った。また鞍上の横山典弘騎手は史上4人目となるJRA全10場重賞制覇を達成している。しかし、レース後に屈腱炎発症が判明し、長期休養に入った。
7歳1月のオープン・ニューイヤーステークスで約1年4か月ぶりにレースに復帰したが、7着に敗れる。ブービー15着に敗れた6月のエプソムカップが現役ラストランとなり、6月14日付で競走馬登録を抹消され引退した。

### 引退後
引退後は静岡県の御殿場オリエント馬事センターで乗馬となったが、2020年になり疝痛を発症、麻布大学の動物病院にも入院したものの亡くなったことが、翌年になってnetkeibaの掲示板でオーナーの池谷（ユーザーネームは「くりげ君」）により明かされた。9歳没。

## 競走成績
以下の内容は、JBISサーチ、netkeiba.comに基づく。
| 競走日     | 競馬場 | 競走名        | 格       | 距離（馬場）  | 頭 数 | 枠 番 | 馬 番 | オッズ （人気） | 着順 | タイム （上り3F） | 着差 | 騎手      | 斤量 [kg] | 1着馬（2着馬）         | 馬体重 [kg] |
| ---------- | ------ | ------------- | -------- | ------------- | ----- | ----- | ----- | --------------- | ---- | ----------------- | ---- | --------- | --------- | ---------------------- | ----------- |
| 2013.12.22 | 中山   | 2歳新馬       |          | 芝2000m（良） | 18    | 2     | 3     | 003.60（1人）   | 01着 | R2:05.6（35.3）   | -0.3 | 0戸崎圭太 | 55        | （コズミックライト）   | 546         |
| 2014.01.19 | 中山   | 京成杯        | GIII     | 芝2000m（良） | 16    | 6     | 11    | 007.30（4人）   | 03着 | R2:01.4（35.8）   | -0.3 | 0横山典弘 | 56        | プレイアンドリアル     | 546         |
| 0000.03.09 | 中山   | 弥生賞        | GII      | 芝2000m（良） | 13    | 3     | 3     | 007.80（2人）   | 03着 | R2:01.8（36.2）   | -0.4 | 0戸崎圭太 | 56        | プレイアンドリアル     | 544         |
| 0000.04.20 | 中山   | 皐月賞        | GI       | 芝2000m（良） | 18    | 3     | 5     | 045.00（9人）   | 16着 | R2:01.2（36.0）   | -1.6 | 0田辺裕信 | 57        | イスラボニータ         | 540         |
| 0000.06.22 | 東京   | 3歳上500万下  |          | 芝1800m（良） | 12    | 5     | 6     | 001.70（1人）   | 03着 | R1:48.3（35.0）   | -0.6 | 0戸崎圭太 | 54        | メドウヒルズ           | 542         |
| 0000.10.11 | 東京   | 3歳上500万下  |          | 芝1800m（良） | 18    | 2     | 4     | 001.90（1人）   | 01着 | 01:46.0（33.5）   | -0.4 | 0戸崎圭太 | 55        | （モンサンカノープス） | 546         |
| 0000.11.08 | 東京   | 3歳上1000万下 |          | 芝1800m（良） | 11    | 3     | 3     | 001.50（1人）   | 01着 | 01:48.3（33.0）   | -0.1 | 0戸崎圭太 | 55        | （キミノナハセンター） | 540         |
| 2015.02.01 | 東京   | 節分S         | 1600万下 | 芝1600m（良） | 16    | 4     | 8     | 002.10（1人）   | 02着 | 01:34.0（33.9）   | -0.1 | 0F.ベリー | 56        | カフェブリリアント     | 544         |
| 0000.10.18 | 東京   | 3歳上1000万下 |          | 芝1800m（良） | 9     | 6     | 6     | 001.50（1人）   | 03着 | 01:47.5（34.6）   | -0.4 | 0戸崎圭太 | 57        | ラスヴェンチュラス     | 552         |
| 0000.11.15 | 東京   | tvk賞         | 1600万下 | 芝1800m（良） | 11    | 8     | 10    | 001.80（4人）   | 04着 | R1:48.5（33.6）   | -0.5 | 0横山典弘 | 57        | マイネルイルミナル     | 550         |
| 2016.02.20 | 東京   | 4歳上1000万下 |          | 芝2000m（良） | 13    | 3     | 3     | 003.00（1人）   | 01着 | 02:06.5（36.6）   | -0.3 | 0横山典弘 | 57        | （フォワードカフェ）   | 554         |
| 0000.03.27 | 中山   | 常総S         | 1600万下 | 芝2000m（良） | 14    | 5     | 8     | 002.50（1人）   | 01着 | 01:59.6（34.2）   | -0.0 | 0田辺裕信 | 57        | （ストレンジクォーク） | 560         |
| 0000.09.04 | 新潟   | 新潟記念      | GIII     | 芝2000m（良） | 18    | 8     | 17    | 006.10（2人）   | 01着 | R1:57.5（32.7）   | -0.1 | 0横山典弘 | 55        | （アルバートドック）   | 560         |
| 2018.01.14 | 中山   | ニューイヤーS | OP       | 芝1600m（良） | 10    | 8     | 10    | 004.90（2人）   | 07着 | R1:34.8（35.0）   | -0.3 | 0石橋脩   | 58        | ダノンプラチナ         | 560         |
| 0000.03.31 | 中山   | ダービー卿CT  | GIII     | 芝1600m（良） | 16    | 1     | 1     | 017.60（8人）   | 10着 | R1:33.1（34.3）   | -0.9 | 0北村宏司 | 57        | ヒーズインラブ         | 550         |
| 0000.06.10 | 東京   | エプソムC     | GIII     | 芝1800m（良） | 16    | 7     | 13    | 020.00（7人）   | 15着 | R1:50.3（37.2）   | -2.9 | 0北村宏司 | 56        | サトノアーサー         | 550         |

## 血統表
| アデイインザライフの血統        | アデイインザライフの血統              | アデイインザライフの血統   | （血統表の出典）           | （血統表の出典）  |
| 父系                            | サンデーサイレンス系                  | サンデーサイレンス系       | サンデーサイレンス系       |                   |
| 父 ディープインパクト 鹿毛 2002 | 父の父*サンデーサイレンス 青鹿毛 1986 | Halo                       | Hail to Reason             | Hail to Reason    |
| 父 ディープインパクト 鹿毛 2002 | 父の父*サンデーサイレンス 青鹿毛 1986 | Halo                       | Cosmah                     |                   |
| 父 ディープインパクト 鹿毛 2002 | 父の父*サンデーサイレンス 青鹿毛 1986 | Wishing Well               | Understanding              | Understanding     |
| 父 ディープインパクト 鹿毛 2002 | 父の父*サンデーサイレンス 青鹿毛 1986 | Wishing Well               | Mountain Flower            |                   |
| 父 ディープインパクト 鹿毛 2002 | 父の母*ウインドインハーヘア 鹿毛 1991 | Alzao                      | Lyphard                    | Lyphard           |
| 父 ディープインパクト 鹿毛 2002 | 父の母*ウインドインハーヘア 鹿毛 1991 | Alzao                      | Lady Rebecca               |                   |
| 父 ディープインパクト 鹿毛 2002 | 父の母*ウインドインハーヘア 鹿毛 1991 | Burghclere                 | Busted                     | Busted            |
| 父 ディープインパクト 鹿毛 2002 | 父の母*ウインドインハーヘア 鹿毛 1991 | Burghclere                 | Highclere                  |                   |
| 母 ラッシュライフ 黒鹿毛 2003   | 母の父サクラバクシンオー 鹿毛 1989    | サクラユタカオー           | *テスコボーイ              | *テスコボーイ     |
| 母 ラッシュライフ 黒鹿毛 2003   | 母の父サクラバクシンオー 鹿毛 1989    | サクラユタカオー           | アンジェリカ               |                   |
| 母 ラッシュライフ 黒鹿毛 2003   | 母の父サクラバクシンオー 鹿毛 1989    | サクラハゴロモ             | *ノーザンテースト          | *ノーザンテースト |
| 母 ラッシュライフ 黒鹿毛 2003   | 母の父サクラバクシンオー 鹿毛 1989    | サクラハゴロモ             | *クリアアンバー            |                   |
| 母 ラッシュライフ 黒鹿毛 2003   | 母の母フレンドレイ 鹿毛 1997          | *デインヒル                | Danzig                     | Danzig            |
| 母 ラッシュライフ 黒鹿毛 2003   | 母の母フレンドレイ 鹿毛 1997          | *デインヒル                | Razyana                    |                   |
| 母 ラッシュライフ 黒鹿毛 2003   | 母の母フレンドレイ 鹿毛 1997          | マーチンミユキ             | マルゼンスキー             | マルゼンスキー    |
| 母 ラッシュライフ 黒鹿毛 2003   | 母の母フレンドレイ 鹿毛 1997          | マーチンミユキ             | ミユキカマダ               |                   |
| 母系(F-No.)                     | コランディア(GB)系(FN:9-e)            | コランディア(GB)系(FN:9-e) | コランディア(GB)系(FN:9-e) | [ § 2 ]           |
| 5代内の近親交配                 | Northern Dancer 5×5・5                | Northern Dancer 5×5・5     | Northern Dancer 5×5・5     | [ § 3 ]           |
| 出典                            | 1. 2. 3.                              | 1. 2. 3.                   | 1. 2. 3.                   | 1. 2. 3.          |

- 半弟ファストフォース（父ロードカナロア）は2023年高松宮記念勝ち馬。
- そのほかの近親にバアゼルリバー（阪神スプリングジャンプ）、メイショウナルト（小倉記念、七夕賞）、エピカリス（北海道2歳優駿）。